# Ignácio Bueno de Miranda
Ignácio Bueno de Miranda (Campinas, 16 de outubro – 15 de dezembro de 1932) foi um médico brasileiro.
Foi eleito membro da Academia Nacional de Medicina em 1895, com o número acadêmico 168, na presidência de João Batista de Lacerda.